# Strix aluco
L'allocco comune (Strix aluco Linnaeus, 1758) è un uccello rapace della famiglia degli Strigidi.
Si chiamano, nel gergo comune, allocchi anche gli altri uccelli del genere Strix.

## Descrizione

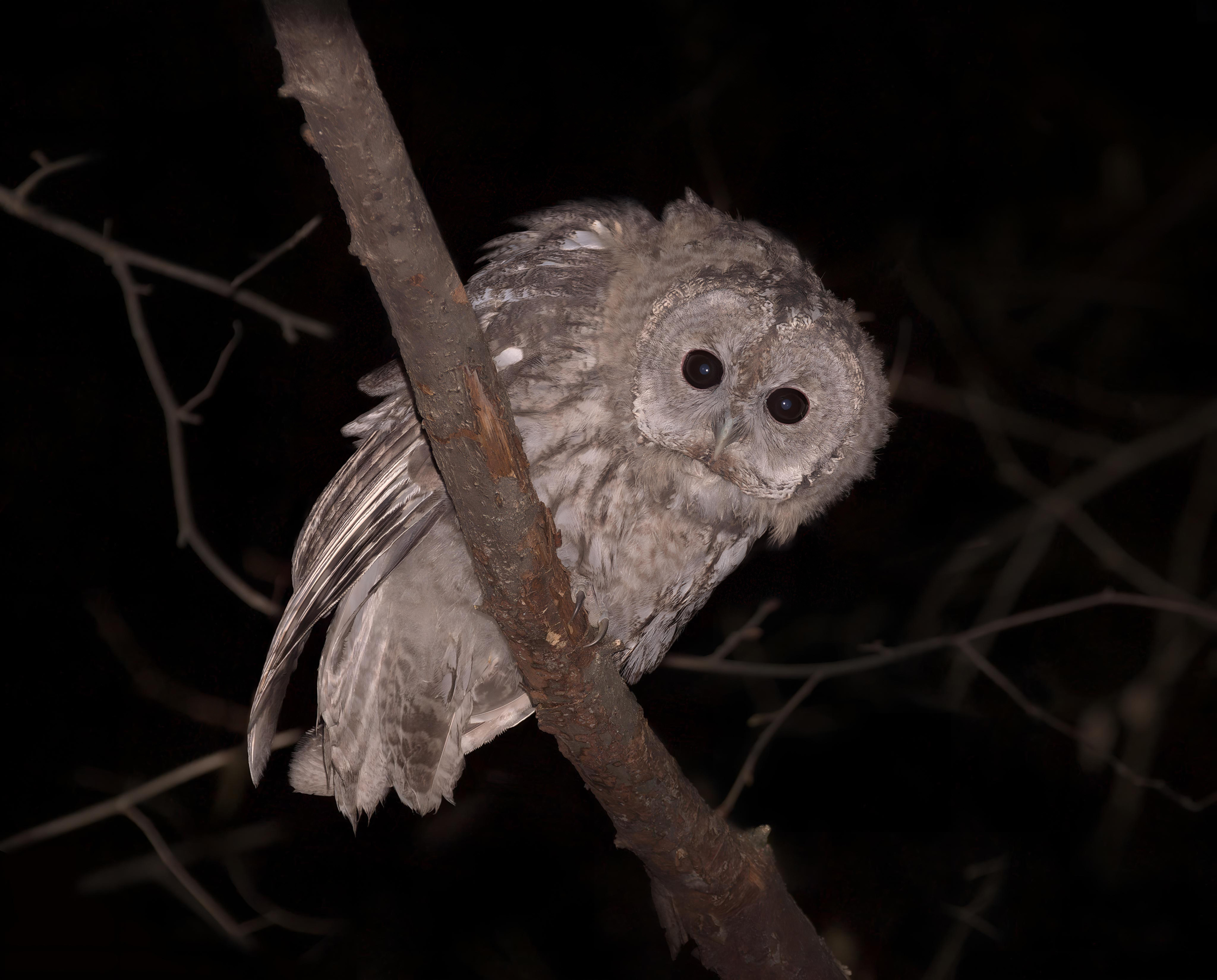
Esemplare di allocco a Fili, Mosca

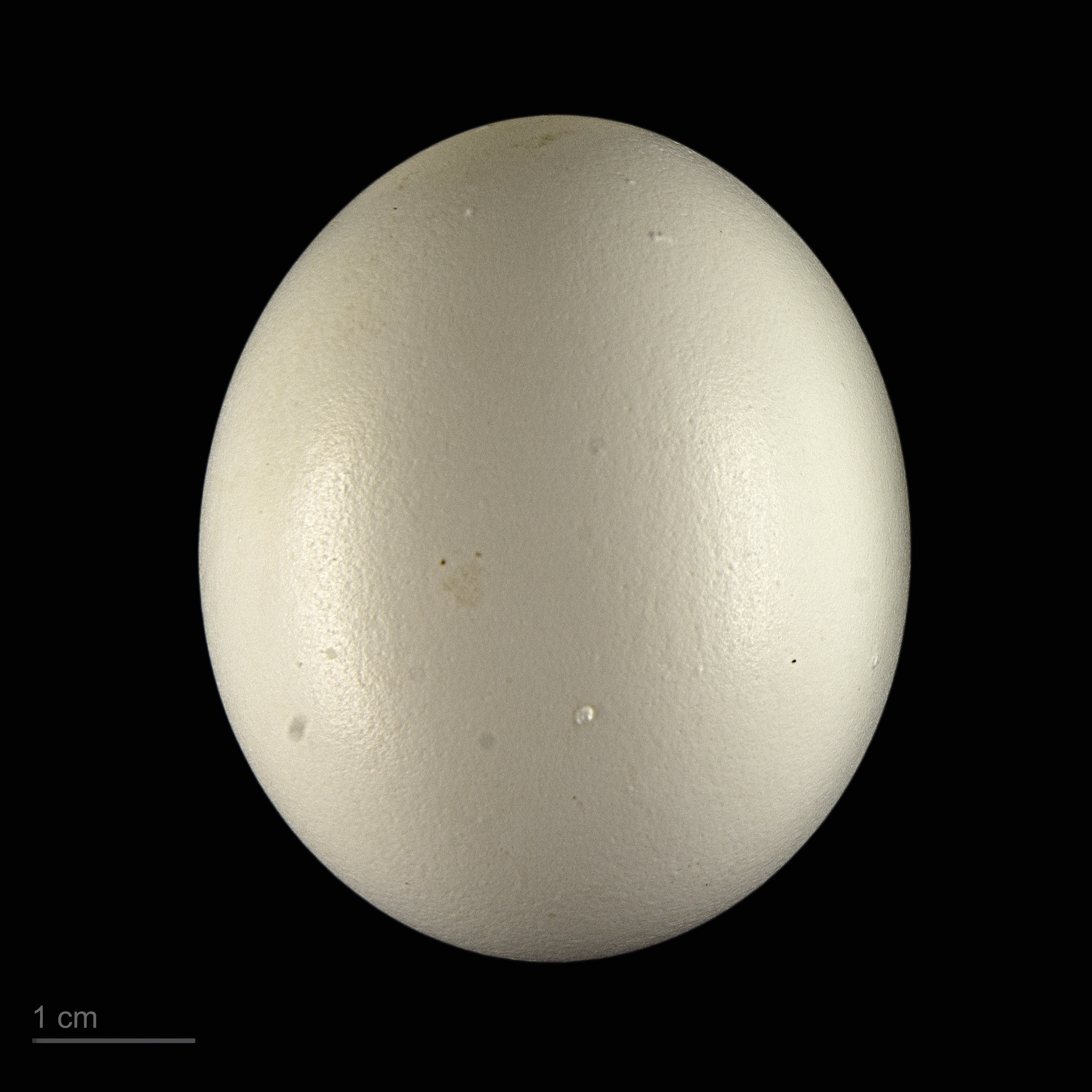
Uovo della sottospecie S. a. sylvatica

Ha occhi neri, non possiede ciuffi auricolari, si mimetizza alla perfezione nel bosco che frequenta, il suo colore può sembrare la corteccia di un albero. Il piumaggio presenta colorazioni che possono essere differenti e sono denominate morfismi. Pur trattandosi della stessa specie si possono avere individui con un morfismo rosso, grigio o intermedio fra questi due colori. La taglia è di 38 cm, il peso variabile ma non supera i 600 g. Il dimorfismo sessuale è caratterizzato dalle dimensioni maggiori della femmina, caratteristica comune agli Strigidi.

## Distribuzione e habitat
Diffuso in tutta Italia, tranne che nella penisola salentina, e in gran parte dell'Europa, Asia e Africa del Nord. Strettamente legato agli ambienti forestali, si adatta facilmente anche agli ambienti agricoli e antropizzati, perfino i pieni centri storici di città di grandi e piccole dimensioni. Strettamente notturno al di fuori del periodo della riproduzione, durante l'allevamento dei piccoli è attivo anche al crepuscolo o in pieno giorno. Per il riposo utilizza posatoi su conifere, alberi coperti di edera, camini e anfratti nelle cascine o nei monumenti.

## Biologia

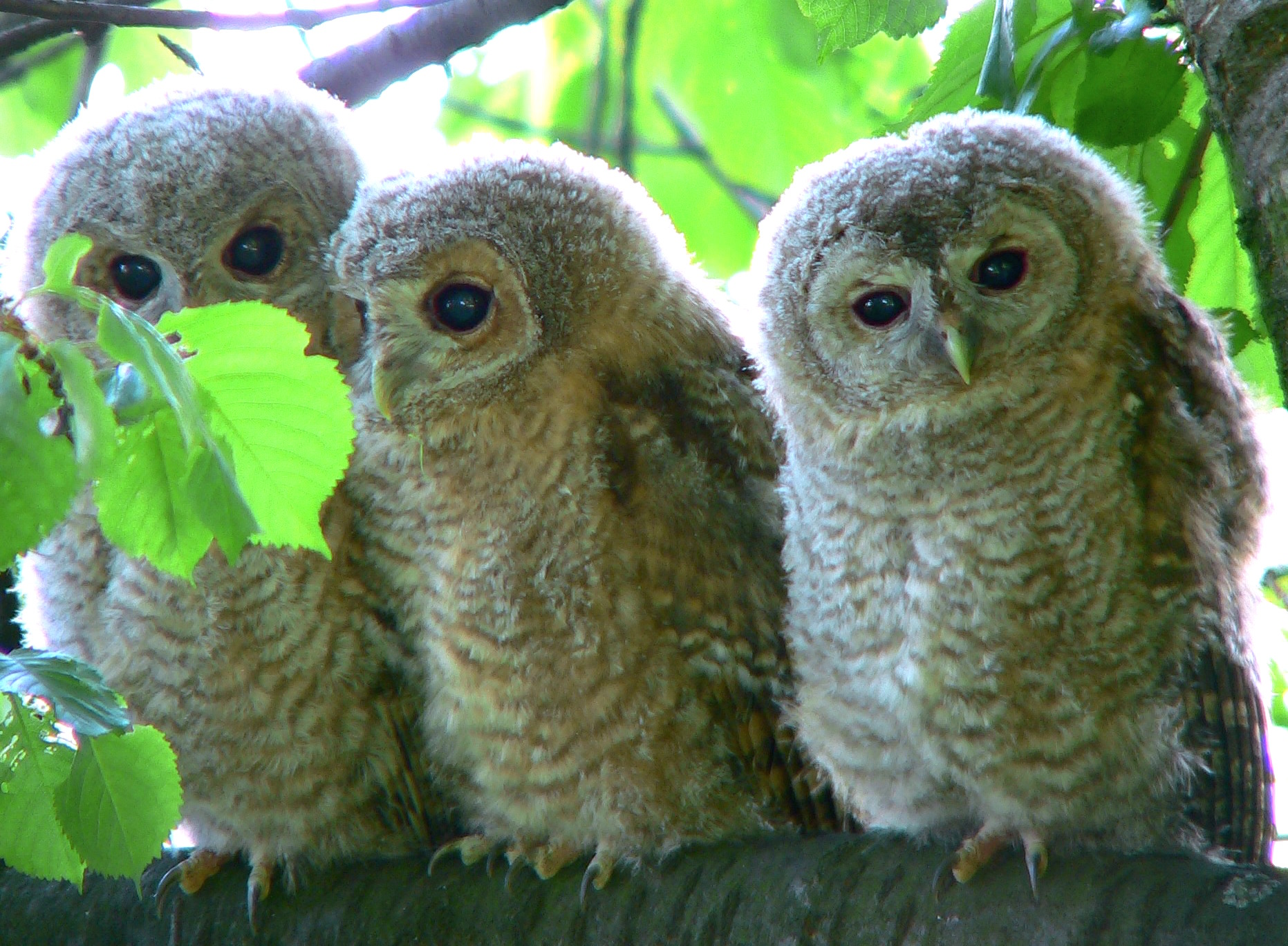
Tre giovani allocchi in attesa del pasto

### Alimentazione
Come per il gufo comune, i piccoli mammiferi sono il suo pasto preferito, in particolare i topi; si ciba, comunque, anche di piccoli uccelli tra cui civette e assioli, anfibi, rettili ed insetti.

### Riproduzione
Nidifica tra febbraio e maggio, in cavità naturali (principalmente alberi o nidi abbandonati) o artificiali. Può occupare volentieri anche nidi artificiali in legno o cemento. Tali casette nido vanno posizionate su alberi ad altezze superiori, in genere, ai 4 m dal suolo. 
La deposizione rispetto ad altre specie di Strigiformi è anticipata e in occasioni particolari può riprodursi anche alla fine dell'inverno. 
Depone mediamente 2-4 uova, ad intervalli non regolari (fa solo una covata). L'incubazione dura un mese, l'involo dei pulcini avviene dopo 5 settimane dalla schiusa. Per l'autosufficienza occorrono 4 mesi.

## Tassonomia
Se ne conoscono 14 sottospecie:
- Strix aluco aluco
- Strix aluco biddulphi
- Strix aluco harmsi
- Strix aluco ma
- Strix aluco mauritanica
- Strix aluco nivicola
- Strix aluco obrieni
- Strix aluco obscurata
- Strix aluco sanctinicolai
- Strix aluco siberiae
- Strix aluco sylvatica
- Strix aluco volhyniae
- Strix aluco willkonskii
- Strix aluco yamadae

## Conservazione
È specie protetta ai sensi della legge 157/92. Non globalmente minacciata. CITES II, SPEC 4. In incremento ovunque in Europa grazie alla protezione, al rimboschimento e alle sue capacità di adattamento agli ambienti antropizzati. In Italia, l'allocco è diffuso dappertutto dalle coste marine sino a 1500-1800 m s.l.m. purché ci siano ambienti boschivi, anche degradati. Colonizza frequentemente i centri cittadini con aree monumentali e parchi (Pavia, Trento, Siena, Roma, Torino, Bergamo). Popolazione stimata in Italia: 45000-70000 coppie. Localmente molto abbondante (fino a 5,5 coppie/km², Parco di Monza, MB, Bosco della Mesola, FE). La mortalità da traffico veicolare è apparentemente minima, ma la specie è vulnerabile ai rodenticidi di nuova generazione (difenacoum, bromadiolone, brodifacoum, floucomafen).